# Stéphane Henrard
Pour les articles homonymes, voir Henrard.
Stéphane Henrard, né le 22 novembre 1965 à Bruxelles, est un pilote automobile de rallye-raid belge. Il termine trois fois dans les dix premiers du rallye Dakar entre 2001 et 2007.

## Biographie
En 1997, le Bruxellois réalise son rêve de participer au rallye Dakar d'abord en moto, puis par obligation médicale en auto (12 participations) ;  En l'an 2000 au Rallye Dakar, il est le premier à mettre en œuvre la technologie du diesel TDI de Volkswagen sur un buggy.
Stéphane Henrard a terminé trois fois dans le top 10 (7e en 2001, 6e en 2003 et 10e en 2007). Il a aussi gagné l'avant dernière étape du rallye Dakar 2003.
En 2005, avec sa copilote Antonia de Roissard, il remporte le Rallye des Pharaons. Au Rallye Dakar, ils sont septième au général après six étapes, alors que durant la plus dure des étapes du sable s'infiltre dans le moteur qui se coupe net, les contraignant à l'abandon.
Quatre ans plus tard au Dakar, Henrard fait 500 km sur trois roues lors de la 3e étape. 

## Rallye Dakar
Il compte 13 participations.
| Année | Catégorie | Marque           | Position          | Victoires d'étapes | Copilote               |
| ----- | --------- | ---------------- | ----------------- | ------------------ | ---------------------- |
| 1997  | Moto      | KTM              | Abd.              | -                  |                        |
| 2000  | Auto      | Volkswagen Buggy | 35e               | -                  |                        |
| 2001  | Auto      | Volkswagen Buggy | 7e                | -                  | José Manuel Martínez   |
| 2002  | Auto      | Volkswagen Buggy | Abd. (5éme étape) | -                  | Jean-Marie Lurquin     |
| 2003  | Auto      | Volkswagen Buggy | 6e                | 1                  | Bobby Willis           |
| 2004  | Auto      | SMG Buggy        | Abd.              | -                  | Jean-Pierre Garcin     |
| 2005  | Auto      | Volkswagen Buggy | Abd. (7éme étape) | -                  | Antonia De Roissard    |
| 2006  | Auto      | Buggy            | Abd.              | -                  |                        |
| 2007  | Auto      | Buggy            | 10e               | -                  | Brigitte Becue         |
| 2009  | Auto      | Buggy            | Abd.              | -                  |                        |
| 2010  | Auto      | Buggy            | 21e               | -                  | Francois-Xavier Béguin |
| 2015  | Auto      | Buggy DunBee     | Abd.              | -                  |                        |
| 2019  | Auto      | Buggy DunBee     | 14e               | -                  | Gatien Du Bois         |

### Autre résultat en rallye
- 2005 : vainqueur du Rallye des Pharaons avec la copilote Antonia De Roissard[11] (deux victoires d'étapes)[4]

## Voile
- 2021 : Cap Martinique (voile en solitaire)[12],[13]